# دارکو ووکیچ
دارکو ووکیچ (کرواتی: Darko Vukić؛ زادهٔ ۲ دسامبر ۱۹۶۸) بازیکن فوتبال اهل کرواسی بود.
از باشگاه‌هایی که در آن بازی کرده‌است می‌توان به باشگاه فوتبال نیم المپیک و باشگاه فوتبال زاگرب اشاره کرد.
وی همچنین در تیم ملی فوتبال کرواسی بازی کرده‌است.